# Анкица
Анкица је словенско, али пре свега хрватско име и има значење „милостива“. Потиче из хебрејског језика. У Хрватској је изведено од имена Анка и најзаступљеније је у Загребу, Сплиту и Славонском Броду. У Србији и Словенији је изведено од имена Ана. У овој другој поменутој земљи је 2007. године било на 326. месту по популарности.